# Mofu-Gudur (Sprache)
Das Mofu-Gudur ist eine um die Stadt Maroua (auf mofu-gudur márə̀và) im Norden des Kamerun von gut 20.000 Personen gesprochene Sprache. Sie gehört zur Familie der Tschadischen Sprachen und dort genauer zum Biu-Mandara-Zweig. Als Eigenbezeichnung der Sprache kann méy ŋgá Màfàw „Sprache von Mofu“ oder méy ŋgá Gùdàl „Sprache von Gudur“ gebraucht werden. Die Terminologie wird durch die Tatsache kompliziert, dass sich das Selbstverständnis der Stämme nicht mit linguistischen Gegebenheiten deckt. Als „(Nord-)Mofu“ wird auch eine andere Sprache weiter nördlich bezeichnet. Die in der Region dominierende überregionale Sprache ist das Fulfulde.

## Lautsystem

### Konsonanten
Das Mofu-Gudur unterscheidet folgende Konsonanten:
|                       | Labiale | Dentale | Laterale | Palatale | Velare | gerundete Velare | Labiovelare |
| --------------------- | ------- | ------- | -------- | -------- | ------ | ---------------- | ----------- |
| stimmlose Plosive     | p       | t       |          | c        | k      | kw               | kp          |
| stimmhafte Plosive    | b       | d       |          | j        | g      | gw               | gb          |
| Implosive             | ɓ       | ɗ       |          |          |        |                  |             |
| stimmlose Frikative   | f       | s       | ɬ        |          | h      | hw               |             |
| stimmhafte Frikative  | v       | z       | ɮ        |          |        |                  |             |
| Nasale                | m       | n       |          |          | (ŋ)    | (ŋw)             |             |
| pränasalierte Plosive | mb      | nd      |          | nj       | ŋg     | ŋgw              | ŋgb         |

Dazu kommen l, r, w und y.
h wird in der Tabelle aus Systemgründen als „Velar“ einsortiert, ist aber ein Laut entsprechend dem deutschen h.
Im velaren Bereich gibt es keine Opposition zwischen Nasalen und pränasalierten Plosiven: Am Anfang der Silbe kommt nur ŋg oder ŋgw vor, am Ende der Silbe nur ŋ oder ŋw.
ɗ kann in einer gewissen Zahl von Wörtern, aber nicht überall, durch einen glottal stop ʔ ersetzt werden, dessen phonologischer Status zweifelhaft ist.
Die Labiovelare kommen nur selten vor.

### Vokale
Das Mofu-Gudur hat ein ungewöhnlich armes Vokalsystem. Nach der Analyse von Barreteau sind nur drei Phoneme zu unterscheiden: a, e, ə. Folgende Besonderheiten sind zu beachten:
- ə kommt nur im Innern, nicht am Anfang oder Ende eines Wortes vor.
- a wird in der Umgebung von w und gerundeten Velaren wie o gesprochen. In wenigen Wörtern kommt auch ein Vokal o vor, der nicht als Variante von a zu erklären ist.
- e wird in der Umgebung von w und gerundeten Velaren oft wie ö gesprochen.
- ə wird in der Umgebung von y wie i, in der Umgebung von w und gerundeten Velaren wie u gesprochen. In der hier gewählten Umschrift wird in diesem Fall auch i bzw. u geschrieben, trotzdem sind i und u im Prinzip nur als Varianten von ə zu betrachten.
- Es gibt eine Form von Vokalharmonie: Innerhalb eines Wortes werden a und e nicht gemischt; es kann nur einer der beiden Vokale vorkommen. Der Vokal ə (einschließlich seiner Varianten i und u) ist von der Vokalharmonie nicht betroffen.
- Praktisch jedes Wort enthält mindestens ein a oder e; nur in der Kontextaussprache können Wörter entstehen, die allein den Vokal ə haben.

Marginal kommen auch vor: a oder e als Langvokal (als Ergebnis einer Dehnung nach Ausfall von -h-) sowie – ganz vereinzelt – nasalierte Vokale.
Vor Doppelkonsonanz kann nur der Vokal ə stehen. Pränasalierte Konsonanten und ähnliche in der obigen Tabelle angeführte Laute zählen allerdings als einfache Konsonanten. Daher kann ohne weiteres ein Wort wie mándàw „morgen“ vorkommen (nd zählt als ein einzelner Konsonant). Auch bestimmte Fälle von reduplizierten Wörtern sind von dieser Regel ausgenommen: láklák „umsonst“ (mit -a- trotz folgender Doppelkonsonanz -kl-). Gewisse Wörter zeigen Varianten wie mècə̀hé ~ mə̀ché „klein“.

### Ton
Das Mofu-Gudur ist eine Tonsprache mit zwei Registern, die hier durch Akzente dargestellt werden: hoch (á), und tief (à). Innerhalb eines Wortes kommt in der Regel kein oder genau ein Hochton vor; zwei aufeinanderfolgende Hochtöne im Wort sind eher selten.

### Kontextaussprache
Im Mofu-Gudur kann sich die Aussprache mancher Wörter im Kontext signifikant verändern:
- Wörter mit vokalischem Anlaut verlieren diesen Vokal, wenn im Kontext ein anderes Wort vorangeht. Falls der vokalische Anlaut allerdings hochtonig war, bleibt der Hochton erhalten und überträgt sich auf den vorangehenden Vokal. So wird tà „mit“ + ézèm „Widder“ zu tá zèm „mit dem Widder“.
- Die generelle Regel, dass vor Doppelkonsonanz nur der Vokal ə möglich ist, gilt im Prinzip auch über die Wortgrenze hinweg. So wird etwa xwàndàv „Hase“ + kèɗé „dieser“ zu xwàndə̀v kèɗé „dieser Hase“, und pás „Tag“ + pál „ein“ wird zu pə́s pál „ein Tag“. Entsprechend wird etwa vár „Regen“ im Kontext zu və́r, und mày „Hunger“ wird zu mìy. Diese Ausspracheanpassungen gelten nur bei engen Wortverbindungen und auch hier bei langsamer Aussprache nicht immer.
- Im Satzkontext kann -a- vor einem -e- der Folgesilbe zu -e- assimiliert werden. Dies tritt besonders in bestimmten engen Verbindungen auf; so wird fá „für, wegen“ + mè „was?“ zu fé mè (gesprochen fö´mè) „warum?“.

## Personal- und Possessivpronomen
Das Mofu-Gudur macht keinen Genusunterschied beim Pronomen, besitzt dafür aber drei verschiedene Formen, die unserem „wir“ entsprechen:
|                       | Personalpronomen | Possessivpronomen |
| 1. sg. „ich“          | yà(h)            | áɗàw              |
| 2. sg. „du“           | kà(h)            | ákà               |
| 3. sg. „er, sie“      | áŋgá ~ áá        | áŋgá              |
| 1. pl. „ich + du“     | ámìyà            | ámìyà             |
| 1. pl. „ich + ihr“    | álákwà           | álákwà            |
| 1. pl. „ich + andere“ | álà              | álà               |
| 2. pl. „ihr“          | ákwàr            | ákwàr             |
| 3. pl. „sie“          | átá              | átá               |

## Substantiv

### Grundsätzliches
Das Mofu-Gudur kennt kein grammatisches Geschlecht.
Grundsätzlich treffen auf das Substantiv, sobald irgendein Attribut folgt, immer die Regeln der Kontextaussprache (dazu siehe oben) zu; insbesondere wird der Vokal der letzten Silbe, falls sie geschlossen ist, zu ə.
Zahlreiche Substantive beinhalten einen verborgenen Hochton am Wortanfang, der unhörbar ist, solange das Wort isoliert gesprochen wird, der aber den Tiefton einer unmittelbar vorangehenden Silbe in einen Hochton umfärbt. Im Prinzip muss man auswendig lernen, welche Substantive dieses Merkmal haben; es handelt sich besonders häufig um solche, die mit einem stimmhaften Plosiv beginnen. Beispiele:
- zèl „Ehemann“, tà zèl „mit dem Ehemann“ (tà „mit“ ist tieftonig)
- bày „Chef“, tá bày „mit dem Chef“ (bày „Chef“ hat einen verborgenen Hochton, der den Ton der vorangehenden Silbe umfärbt)

### Plural
Ein nachgestelltes Element hày kann verwendet werden, um den Plural auszudrücken:
- ɬá „Kuh“ – ɬá-hày „Kühe“
- áhwàm „Maus“ – áhùm-hày „Mäuse“ (hwam > hwəm > hum durch Kontextaussprache)

Einige Formen sind leicht unregelmäßig:
- ŋgwàs „Frau“ – ŋgùsá-hày ~ ŋgùs-hày „Frauen“
- bə̀zèy „Kind“ – bə̀zá-hày „Kinder“
- ɗákw „Ziege“ – ɗáhwày „Ziegen“

Der Plural muss nicht immer markiert werden. Ein Substantiv, das eine Mehrzahl bezeichnet, kann auch ohne hày stehen und trotzdem mit einer pluralischen Verbform kombiniert werden.

### Bestimmter Artikel
Dem Substantiv kann ein bestimmter Artikel nachgestellt werden. Entsprechend der Vokalharmonie hat dieser grundsätzlich die Form ha (wenn das Substantiv ein a enthält) oder he (wenn es ein e enthält). Der Artikel hat Polarton, d. h., er ist hochtonig nach vorangehendem Tiefton und tieftonig nach vorangehendem Hochton.
- kwàkwá „Braut“ – kwàkwá-hà „die Braut“
- dàdàwà „Herz“ – dàdàwà-há „das Herz“
- cə̀mcèmè „Igel“ – cə̀mcèmè-hé „der Igel“

Wenn das Substantiv konsonantisch auslautet, was meistens der Fall ist, sind zwei Besonderheiten zu beachten:
- Das h- des Artikels fällt ab.
- Obwohl das h- abfällt, gilt die letzte Silbe des Substantivs durch den Artikel als geschlossen, so dass ihr Vokal sich aufgrund der Kontextaussprache verändert.
- Nach -y lautet der Artikel immer a ungeachtet der Vokalharmonie.

Beispiele:
- wùdéz „Baum“ – wùdə́z-è „der Baum“
- pə̀lès „Pferd“ – pə̀lə̀s-é „das Pferd“
- bày „Chef“ – bìy-á „der Chef“
- dáw „Hirse“ – dúw-à „die Hirse“
- hwáɗ „Bauch“ – húɗ-à „der Bauch“
- méy „Mund“ – míy-à „der Mund“

## Demonstrativum
Die Demonstrativa, z. B. kèɗé „dieser“ oder kàtáy „jener“, werden dem Bezugswort nachgestellt.

## Adjektiv
Das Adjektiv folgt seinem Bezugswort. Auch hier ist die Kontextaussprache zu beachten:
- bày „Chef“ – bì màhùrá „der große Chef“
- pás „Tag“ – pə́s pál „ein Tag“
- kìyá màmáákàr „der dritte Monat“

## Possession
Es steht immer zuerst das Possessum und dann der Possessor. Wenn der Possessor nominal ist, wird er durch die Partikel ŋgá angebunden. Das Possessum erhält Kontextaussprache:
- pə̀lès „Pferd“ – pə̀lə̀s ŋgá bày „das Pferd des Chefs“
- méy „Mund“ – míy ŋgá rác „der Mund des Skorpions“ (àrác „Skorpion“)
- cèk „Ding“ – cə̀k ŋgá lèy „Ding des Buschs“ = „Wildtier“

Wenn der Possessor pronominal ist, werden Possessivpronomina verwendet:
- ŋgwàs „Frau“ – ŋgùs áɗàw „meine Frau“
- báy ɗàw (kontrahiert aus báy áɗàw) „mein Chef“
- áŋgw áɗàw (kontrahiert aus áŋgwà áɗàw) „mein Stein“

Gewisse Verwandtschaftsbezeichnungen können nur mit Possessor gebraucht werden. Dann erscheinen nicht die gewöhnlichen Possessivpronomina, sondern spezielle Possessivsuffixe:
- màmáy „meine Mutter“ – màmákw „deine Mutter“ – màmàŋ „seine/ihre Mutter“

Für folgendes Substantiv ist eine gemischte Flexion dokumentiert:
- gə̀ms áɗàw „mein Onkel mütterlicherseits“ – gə̀ms ákà „dein Onkel m.“ – gə̀msàŋ „sein Onkel m.“

## Verb

### Infinitiv
Man kann eine abstrakte Verbalwurzel postulieren, die aber nie selbständig vorkommt; daher sind Verben besser im Infinitiv zu zitieren. Der Infinitiv besteht aus drei Teilen: Präfix me + Wurzel + Suffix -ey (Beispiele folgen unten). Jede Verbform muss irgendein Suffix enthalten; -ey ist das Defaultsuffix, das verwendet wird, sofern kein anderes Suffix mit speziellerer Bedeutung zum Zuge kommt.
Selten kommen auch Infinitive mit a-Vokalismus vor: màhwáy „laufen“, màtùwày „weinen“. Unregelmäßig sind màgwàw „können“ und
màsàwà „kommen“.

### Tonklassen
Es lassen sich vier Tonklassen unterscheiden:
(1) Verben mit durchgängigem Tiefton, z. B.
- mèlèy „nehmen“ (Wurzel -l-)
- mèsə̀rèy „wissen“ (Wurzel -sər-)

(2) Verben mit Hochton vor der Wurzel, z. B.
- ménèy „sich hinlegen“ (Wurzel -n-)
- mézə̀mèy „essen“ (Wurzel -zəm-)

(3) Verben mit Hochton auf der Wurzel, z. B.
- mègə́rvèy „tanzen“ (Wurzel -gərv-)

(4) Verben mit Hochton nach der Wurzel, z. B.
- mèséy „trinken“ (Wurzel -s-)
- mègə̀réy „verlassen“ (Wurzel -gər-)

Da die Verbalwurzel oft sehr kurz ist, ist die Tonklasse für das Erkennen des Verbs essentiell. Einige Paare von Verben, die sich nur im Ton unterscheiden:
- mécèy „wehtun“ – mècéy „überkreuzen“
- mèwèy „sich betrinken“ – mèwéy „befehlen“
- métə̀fèy „spucken“ – mètə̀fèy „nähen“
- méŋgə̀lèy „pflücken“ – mèŋgə̀léy „fragen“

### Subjektsbezeichnung
Um ein konjugiertes Verb zu erhalten, muss man es mit Subjektzeichen versehen. Man leitet die Formen aus dem Infinitiv wie folgt ab:
Das Präfix me- wird ersetzt durch ein präfigiertes Pronomen:
- ya in der 1. Person
- ka in der 2. Person
- a in der 3. Person

Das Defaultsuffix -ey bleibt bei Subjekt im Singular erhalten, wird aber bei Subjekt im Plural durch -am ersetzt, in der 1. Pers. Plural bestehen Sonderformen auf -akwa und -amakwa.
Die Tonverhältnisse bleiben die des Infinitivs: Wie dort liegt der Hochton entweder auf dem Präfix, Stamm, Suffix, oder das Verb ist komplett tieftonig. Daher heißt es:
- métə̀fèy „spucken“ – yá tə̀fèy „ich spucke“
- mètə̀fèy „nähen“ – yà tə̀fèy „ich nähe“

Als Beispiel die Konjugation des Verbs mèwéy „befehlen“ (Wurzel -w-):
| yà wéy     | 1.sg. „ich befehle“                 |
| kà wéy     | 2.sg. „du befiehlst“                |
| à wéy      | 3.sg. „er/sie befiehlt“             |
| yà wákwà   | 1.pl. „wir (ich + du) befehlen“     |
| yà wámákwà | 1.pl. „wir (ich + ihr) befehlen“    |
| yà wám     | 1.pl. „wir (ich + andere) befehlen“ |
| kà wám     | 2.pl. „ihr befehlt“                 |
| à wám      | 3.pl. „sie befehlen“                |

Andere Verben verhalten sich entsprechend, z. B.:
- mègə́rvèy „tanzen“ – à gə́rvèy „er/sie tanzt“ – à gə́rvàm „sie tanzen“
- méɮə̀ɗèy „graben“ – á ɮə̀ɗèy „er/sie gräbt“ – á ɮə̀ɗàm „sie graben“
- mézə̀mèy „essen“ – yá zə̀mèy „ich esse“ – yá zə̀mkwà „wir essen“

Wenn die Wurzel nicht nur den Vokal ə enthält, passt sie sich aufgrund der Vokalharmonie an die Endung an:
- mèlècèy „aufstehen“ – yà lècèy „ich stehe auf“ – yà làcàkwà „wir(incl.) stehen auf“
- mèbèbèɗèy „sprechen“ – yà bèbèɗèy „ich spreche“ – yà bàbàɗàm „wir(excl.) sprechen“

Das Subjektspronomen (hier ya) ist von der Vokalharmonie normalerweise nicht betroffen.
Das Verb für „gehen“ (Infinitiv màdàw) ist unregelmäßig:
| yà dàw     | „ich gehe“                 |
| kà dàw     | „du gehst“                 |
| à dàw      | „er/sie geht“              |
| yà nákwà   | „wir (ich + du) gehen“     |
| yà námákwà | „wir (ich + ihr) gehen“    |
| yà dìyàm   | „wir (ich + andere) gehen“ |
| kà dìyàm   | „ihr geht“                 |
| à dìyàm    | „sie gehen“                |

### Verb mit Objektssuffixen
Das pronominale Objekt wird durch Suffixe am Verb ausgedrückt, die das Defaultsuffix -ey ersetzen. In der Regel muss die Silbe vor dem Objektssuffix hochtonig sein, nur in der 3.sg. ist das Objektsuffix selbst hochtonig, die Silbe davor aber tieftonig. Objektssuffixe am Beispiel von mèkə̀ɗèy „schlagen“:
| à kə́ɗ-yà      | 1.sg. „er schlägt mich“                |
| à kə́ɗ-kà      | 2.sg. „er schlägt dich“                |
| à kə̀ɗ-á       | 3.sg. „er/sie schlägt ihn/sie“         |
| à kə́ɗ-ndámàr  | 1.pl. „er schlägt uns (mich + dich)“   |
| à kə́ɗ-ndákwàr | 1.pl. „er schlägt uns (mich + euch)“   |
| à kə́ɗ-ndàr    | 1.pl. „er schlägt uns (mich + andere)“ |
| à kə́ɗ-kwàr    | 2.pl. „er schlägt euch“                |
| à kə́ɗ-tà      | 3.pl. „er schlägt sie(pl.)“            |

Vgl. weiter:
mèlèy „nehmen“ – à lèy „er nimmt“ – à lá „er nimmt ihn“
Wenn das Verb schon eine Endung wegen des pluralischen Subjekts hat, so steht das Objektssuffix hinter dieser. Anstelle von -am (pluralisches Subjekt) + á „ihn, sie“ steht als besonders zu merkende Form -màrá:
- à kə̀ɗ-m-àrá „sie schlagen ihn“

### Tempuszeichen
Die reine Verbform bezeichnet ein temporal unmarkiertes Verb, das als Gegenwart oder Vergangenheit übersetzt werden kann. Zwischen das Subjektspräfix und die Wurzel kann ein Tempuszeichen gesetzt werden, um das Tempus zu präzisieren. Es gibt unter anderem folgende:
Futur: da. Wenn das Verb Hochton vor der Wurzel hat, so wird dieser Hochton auf dem Futurzeichen realisiert:
- yá zə̀mèy „ich esse“ – yà dá zə̀mèy „ich werde essen“
- yá tə̀fèy „ich spucke“ – yà dá tə̀fèy „ich werde spucken“
- yá zə̀mèy ɗáf „ich esse Hirse“[2] – yà dá zə̀mèy ɗáf „ich werde Hirse essen“

Progressiv: fá. Vor diesem wird das Subjektspräfix a der 3. Person nicht realisiert:
- yà fá zə̀mèy ɗáf „ich esse gerade Hirse“
- fá zə̀mèy ɗáf „er/sie isst gerade Hirse“
- áyàŋ fá sàwà „das Eichhörnchen kommt gerade“

Perfekt: ta ... lá oder ta ... cáy. Auch vor ta wird das Subjektspräfix a der 3. Person nicht realisiert:
- yà tá zə̀mèy ɗáf lá „ich habe Hirse gegessen“
- áyàŋ tà sàwà lá „das Eichhörnchen ist gekommen“

Der zweite Teil der Perfektmarkierung spezialisiert die Bedeutung des Perfekts. Es gibt noch weitere Alternativen, z. B. sém, das einen unfreiwillig erreichten und unwiderruflichen Zustand markiert:
- tá mə̀cèy sém „er ist gestorben“ (mémə̀cèy „sterben“)

### Imperativ
Wenn das Verb ein Suffix, aber kein Präfix hat, entspricht das einem Imperativ. Das Suffix gibt darüber Auskunft, ob ein oder mehrere Personen angesprochen sind:
- mèbébə̀rèy „reiben“ – bébə̀rèy „reibe!“ – bábə̀ràm „reibt!“
- mèséy „trinken“ – séy „trink!“

### Ventiv
Die Ventivendung -awa am Verb drückt eine Bewegung in Richtung auf den Sprecher aus und entspricht der deutschen Vorsilbe „her“. Das Verb màsàwà „(her)kommen“ wird immer mit dieser Endung gebraucht. Andere Verben können sie bei Bedarf annehmen. Wenn ein Verb diese Endung hat, erscheint das Defaultsuffix -ey nicht mehr.
vàr fá pàwà
Regen PROGRESSIV legt-her
„der Regen fällt hierher“ = „es regnet“ (mèpéy „setzen, stellen, legen“)

## Dativ
Der pronominale Dativ wird durch ähnliche Suffixe am Verb ausgedrückt wie das pronominale direkte Objekt. Allerdings sind die Suffixe im Regelfall hochtonig, und das Suffix der 3.sg. „ihm, ihr“ heißt -àr und ist tieftonig.
- yà lə̀vèy „ich sage“ – yà lə̀v-ká „ich sage dir“
- á lə́v-àr „er sagt ihm“
- və̀l-m-àyá! „gebt mir!“
- à fə̀c-yá wày „er putzt mir das Haus“ (mèfə̀cèy „putzen“) – à fə̀c-àr wày „er putzt ihm/ihr das Haus“

Der nominale Dativ wird mit der Präposition à gebildet:
- á lə̀vèy à kùtáf „er sagt zu der Schildkröte“

## Präpositionen
Das Mofu-Gudur besitzt eine Reihe von Präpositionen, z. B.:
- à „zu, nach (Richtung)“
- dá „in (Ort)“, „von (Herkunft)“
- fá „auf, für“
- tà „mit, und“

Wenn das Substantiv mit Vokal anlautet, kommt es zu lautlichen Kontraktionen:
- tà „mit“ + áɬàw „Fleisch“ → táɬàw „mit Fleisch“

Durch die Verbindung mit Körperteilbezeichnungen erhält man komplexe Präpositionen, z. B.:
- dà rày „am Kopf von“ = „auf, über“
- à wáy „im Haus von“ = „bei“

## Syntax

### Verbalsatz
Die normale Wortstellung ist Subjekt – Verb – Objekt. Wenn das Subjekt nominal ist, muss zusätzlich ein Subjektspronomen gebraucht werden. Das Subjekt tritt nicht in die Kontextaussprache, weil die Abfolge von Subjekt und Prädikat nicht als enge Verbindung gilt. Im Gegensatz dazu kann das Verb vor dem Objekt (optional) in die Kontextaussprache treten. Beispiele:
yà dá zə̀mèy
ich PROGR essen
„ich esse“
kwə̀táf à hwáy
Schildkröte sie laufen
„die Schildkröte läuft“
áyàŋ à sàwà
Eichhörnchen es kommen
„das Eichhörnchen kommt“
ŋgwàs à gə́rvèy
Frau sie tanzen
„die Frau tanzt“
yá lə̀véy kèɗé ~ (mit Kontextaussprache:) yá lə̀ví kèɗé „ich sage dies“
yà dá pə̀rèy zánà
ich PROGR waschen Kleidung
„ich wasche die Kleidung“
Wie oben erwähnt, gibt es viele Substantive mit der inhärenten Eigenschaft, die vorhergehende Silbe hochtonig zu machen. Vor einem solchen Substantiv verändert sich ggf. nicht nur der Vokal, sondern auch der Ton der letzten Silbe des Verbs:
mèhə̀tèy „finden“ – à hə̀tàm „sie finden“ – à hə̀tə́m áhwàm „sie finden Mäuse“
Manchmal wird das Objekt zusätzlich noch pronominal ausgedrückt:
à gə̀ɗ-màrá wàw
sie zünden-es-an Feuer
„sie zünden ein Feuer an“ (áwàw „Feuer“)

### Nichtverbalsatz
Eine Kopula entsprechend dem deutschen Verb „sein“ existiert nicht:
áŋgá màhùrá
er groß
„er ist groß“
áŋgá bày
er Chef
„er ist Chef“
áŋgá féɗè
er hier
„er ist hier“
áŋgá dá mbàw
er in Hof
„er ist im Hof“
bày màhùrá
Chef groß
„der Chef ist groß“ (beachte: auch hier keine Kontextaussprache beim Subjekt)
bày tá pə̀lès
Chef mit Pferd
„der Chef ist mit einem Pferd“ = „der Chef hat ein Pferd“
bày fá méy ndàw
Chef auf Mund Mann
„der Chef ist (auf dem Mund des =) vor dem Mann“
Die Partikel àlà ist mit „das ist“ zu übersetzen:
- àlà zèl „das ist der Ehemann“

### Relativsatz
Der Relativsatz wird durch eine Relativpartikel ma eingeleitet. Das Verb erfordert dann kein Subjektzeichen mehr. Relativsätze werden gern zur Fokussierung von Satzgliedern eingesetzt:
àlà yàh mà c-á máɬàgá
es-ist ich der weben-es Baumwollband
„ich bin es, der das Baumwollband webt/gewebt hat“

### Negation und Frage
Durch Partikeln am Satzende kann man die Negation (bá „nicht“) und die Satzfrage (dà) signalisieren. Wortfragen können durch relativische Konstruktionen ausgedrückt werden. Diese Satztypen sind nur schlecht dokumentiert.
yá wùɗìy kà bá
ich will dich nicht
„ich will dich nicht“ (méwùɗèy „wollen“)
má lə̀v ká ná wá
REL sagt dir TOPIC wer
„der dir sagte, ist wer“ = „wer hat es dir gesagt?“ (mélə̀vèy „sagen“)

## Wortschatz
Einige Elemente aus dem Grundwortschatz:
| Auge   | dèy             |
| drei   | máhkàr ~ máákàr |
| eins   | pál             |
| essen  | mézə̀mèy         |
| Frau   | ŋgwàs           |
| fünf   | ɮàm             |
| geben  | mévə̀lèy         |
| gehen  | màdàw           |
| groß   | màhùrá          |
| gut    | màháyà          |
| Hand   | hár             |
| hören  | mècə̀nèy         |
| Mann   | ndàw            |
| Mund   | méy             |
| Name   | mézə̀lèy         |
| sagen  | mélə̀vèy         |
| sehen  | ménə̀kèy         |
| vier   | mə́fàɗ           |
| Wasser | yám             |
| wissen | mèsə̀rèy         |
| zwei   | cèw             |